# Lauritz.com
Lauritz.com er et online auktionshus, som primært sælger kunst, kunstindustri, smykker, møbler og andet indbo på sin hjemmeside og via live auktioner. Virksomheden blev efter en konkurs i 2023 købt af Auktionshuset.com, hvorved 7 auktionshuse og godt 50 arbejdspladser blev bevaret. I oktober 2024 relancerede Auktionshuset.com virksomheden under Lauritz-brandet. 
Inden konkursen var Lauritz drevet af ægteparret Mette Rode Sundstrøm og Bengt Sundstrøm.
Efter megen kritik og finansielle vanskeligheder i foråret og sommeren 2023 blev Lauritz.com erklæret konkurs d. 11. juli 2023.
Lauritz.com havde ved konkursen 24 auktionshuse i Danmark, Sverige, Belgien og Tyskland, hvor der kunne blive indleveret varer, og potentielle købere kunne se varerne. Selskabet havde ved konkursen omkring 220 medarbejdere, hvoraf knap halvdelen var beskæftiget med vurdering af indleverede genstande.  

## Historie
Selskabet kan føres tilbage til Lauritz Christensen Auktioner, der er et af Danmarks ældste auktionshuse. Da indtægterne svigtede sidst i det 20. århundrede, konverterede auktionshuset i foråret 2000 deres forretning til nu kun at operere i cyberspace via deres hjemmeside.
Lauritz.com var det første auktionshus i Danmark, der gik over til internet-auktioner.[kilde mangler]
I 2000 købte selskabet Falkloos Auktioner AB. I 2004 blev Lauritz.com det største auktionshus i Danmark,[kilde mangler] og siden deres første netauktion i 1999 er omsætningen steget fra 20 mio. kr. til 658 mio. kr. i 2010.
I marts 2013 købte Lauritz.com konkurrenten QXL i Danmark og Norge. I september 2014 købte Lauritz.com verdens ældste auktionshus Stockholms Auktionsverk, og Helsingborgs Auktionsverk. I 2015 købte man Kunst & Auktionshaus i Köln, Tyskland og året efter Karlstad-Hammarö Auktionsverk.
I maj 2016 meddelte selskabet, at man ønskede at blive børsnoteret i Sverige. Blot 18 minutter før børsnoteringen skulle ske i juni valgte man dog at trække noteringen tilbage med en begrundelse om, at det var en for smal aktionærkreds. I slutningen af juni kom man endelig på børsen i Stockholm med en pris på 15 SEK per aktie, hvilket gav virksomheden en værdi på 610 mio. SEK, men fra noteringen i 2016 til februar 2020 var aktien faldet med over 90 %.

## Kontroverser
Der har været kritik af virksomheden, efter at auktionshuset og TV 2's store nødhjælps-auktion til fordel for Haiti i 2010 ikke ville sælge Kurt Westergaards maleri af hensyn til de ansattes sikkerhed.
I 2013 måtte Lauritz.com betale pengene tilbage til kunder, der havde købt kopier af Eames-stole i den tro, at de var originale.
I september 2014 havde forbrugerprogrammet Kontant et program om nogle Buddhastatuer i marmor som auktionshuset solgte. Det kom frem, at det overvurderede skulpturerne, til trods for at de havde solgt adskillige til langt under vurderingen.
I 2015 indgik firmaet et forlig med den svenske sengeproducent Hästens efter at have solgt kopiprodukter fra Kina.

### Konkurs
I foråret 2023 mødte selskabet kritik, fordi selskabet ventede op mod 60 bankdage med at udbetale penge til kunder, hvis genstande de havde solgt, grundet likviditetsproblemer. I maj måned gik forbrugerombudsmanden ind i sagen, og d. 31. maj advarede Forbrugerrådet private mod at sælge varer via selskabet. I slutningen af juni meddelte selskabet, at man var gået i rekonstruktion i et forsøg på at undgå konkurs. Flere kunder med tilgodehavende hos firmaet fik tilbudt et tilgodehavendebevis, som de kunne bruge til køb af andre varer på Lauritz.com, hvorved selskabets gæld til de enkelte privatpersoner praksis blot ville blive overført til nye sælgere. Ved konkursen havde kunderne omkring 50 mio. kr. tilgode.
Den 1. august 2023 blev den konkursramte virksomhed solgt til Auktionshuset.com, hvorved man bevarede over 50 arbejdspladser. Auktionshuset.com relancerede i oktober 2024 virksomheden under navnet Lauritz.com, men som et nyt selskab med en ny ejerkreds.  